# Alessandra Celesia
Alessandra Celesia, née en 1970 à Aoste, est une actrice et réalisatrice, de documentaires et de fictions.

## Biographie
Alessandra Celesia est diplômée de l'École internationale de théâtre Jacques Lecocq à Paris. Comédienne de théâtre, elle joue aussi dans plusieurs courts métrages dont Le Porte-bonheur (Jean-Luc Perreard), sélectionné au Festival de Cannes en 2000. Entre 1998 et 2001, elle a réalisé quatre documentaires, tous diffusés sur la RAI. Orti - Jardins (2001) a également été sélectionné dans plusieurs festivals internationaux.

## Filmographie

### Comme réalisatrice
- Orti (2001)
- Luntano (2006)
- De la part de Tante Concetta (2006)
- 89 avenue de Flandre (2008)
- Le Libraire de Belfast (2011)
- Mirage à l'italienne (2013)
- Les miracles ont le goût du ciel (2017)
- La mécanique des choses (2021)
- The Flats (2024)

### Comme actrice
- Le Poirier, court-métrage de John McIlduff (2002)
- À l'arrière, court-métrage de John McIlduff (2005)